# Fisher King
Fisher King (originaltitel: The Fisher King) är en amerikansk film från 1991 i regi av Terry Gilliam.

## Handling
Radioprataren Jack Lucas (Jeff Bridges) lever i en drömvärld med en egen radioshow och en kommande huvudroll i en TV-serie. Men när han via sina show oavsiktligen driver en människa till att begå ett massmord kollapsar allt och tre år senare lever han tillsammans med sin flickvän (Mercedes Ruehl) som driver en videoaffär. När han sent en natt vandrar igenom staden på fyllan blir han överfallen av två män. Jack räddas dock av uteliggaren Parry (Robin Williams) och dennes vänner. Tillsammans med Parry tar nu Jack klivet tillbaka in i livet...

## Rollista (urval)
| Jeff Bridges      | – Jack Lucas                               |
| Robin Williams    | – Parry                                    |
| Mercedes Ruehl    | – Anne                                     |
| Amanda Plummer    | – Lydia                                    |
| Michael Jeter     | – Hemlös dragqueen                         |
| David Hyde Pierce | – Lou Rosen                                |
| Lara Harris       | – Sondra                                   |
| Harry Shearer     | – Ben Starr                                |
| Kathy Najimy      | – Crazed Video Customer                    |
| John de Lancie    | – TV Executive                             |
| Tom Waits         | – Handikappad krigsveteran (ej krediterad) |

## Mottagande
Filmen nominerades till fem Oscars och Mercedes Ruehl vann en för bästa kvinnliga biroll.